# 曲卡唑酯
曲卡唑酯（英语：Tracazolate，开发代号：ICI-136,753）是一种用于科学研究的抗焦虑药物。它是一种吡唑并吡啶衍生物，与扎来普隆等吡唑并嘧啶类药物关系最密切，是结构多样的药物之一，被称为非苯二氮䓬类药物，其作用与苯二氮䓬类药物相同的受体靶点，但具有不同的化学结构。
曲卡唑酯主要具有抗焦虑和抗惊厥作用，镇静和肌肉松弛作用仅在较高剂量时出现。它具有独特的受体结合特征，涉及几种GABAA受体亚型的变构调节，对含有α1和β3亚基的GABAA受体具有选择性，但根据构成受体复合物的第三种亚基类型表现出不同的效果。